# Kildevælds Sogn
Kildevælds Sogn er et sogn i Holmens og Østerbro Provsti (Københavns Stift). Sognet ligger i Københavns Kommune; indtil Kommunalreformen i 1970 lå det i Sokkelund Herred (Københavns Amt). I Kildevælds Sogn ligger Kildevældskirken.
I Kildevælds Sogn findes flg. autoriserede stednavne:
- Ryparken (station)